# Even Hovdhaugen
Even Hovdhaugen (ur. 21 czerwca 1941 w Oslo, zm. 16 października 2018 w Bærum) – norweski językoznawca. Zajmował się językami indoeuropejskimi, turkijskimi i polinezyjskimi.
Studiował filologię klasyczną i językoznawstwo indoeuropejskie na Uniwersytecie w Oslo. W 1974 r. objął stanowisko profesora językoznawstwa ogólnego.
Od lat 80. XX wieku prowadził badania terenowe na wyspach Polinezji. W 1992 r. wydał gramatykę języka tureckiego (współautorstwo: Bernt Brendemoen), która jest jedynym tego typu dziełem w języku skandynawskim.

## Wybrane publikacje[3]
- Transformasjonell generativ grammatikk (1969, 1971)
- Foundations of Western Linguistics (1982)
- From the Land of N'afanua. Samoan Oral Texts in Transcription with Translation, Notes and Vocabulary (1987)
- A Handbook of the Tokelau Language (współautorstwo: Ingjerd Hoëm, Consulata Mahina Iosefo, Arnfinn Muruvik Vonen, 1989)
- Ko te kalama moamoa Tokelau (współautorstwo: Ingjerd Hoëm, Arnfinn Muruvik Vonen, 1989)
- Kupu mai te Tutolu. Tokelau Oral Literature (współautorstwo: Ingjerd Hoëm, Arnfinn Muruvik Vonen, 1992)
- Samoan Reference Grammar (współautorstwo: Ulrike Mosel, 1992)
- (red.) ...and the Word was God. Missionary Linguistics and Missionary Grammar (1996)
- The History of Linguistics in the Nordic Countries (współautorstwo: Fred Carlsson, Carol Henriksen, Bengt Sigurd, 2000)